# 卡椰鯧鰺
卡椰鯧鰺（学名：Trachinotus cayennensis），為輻鰭魚綱鱸形目鱸亞目鰺科鯧鰺屬下的一個種，分布於西大西洋瓜西拉半島至巴西帕拉易巴州海域，深度可達70公尺，本魚體呈橢圓形且側扁，吻圓鈍，口具絨毛狀齒，頭頂及背部深色，體色為銀灰色，腹部略帶黃色，體長可達60公分，棲息在沿海沙泥底質的海域及河口，生活習性不明，可做為食用魚。